# Lichtervelde
Lichtervelde – miejscowość i gmina (gemeente) w Belgii, w Regionie Flamandzkim, w prowincji Flandria Zachodnia, w okręgu Roeselare. 1 stycznia 2024 liczyła 9319 mieszkańców.

## Podział administracyjny
W skład gminy nie wchodzi żadna dzielnica (deelgemeente).

## Współpraca
Miejscowość partnerska:
- Audruicq, Francja

## Transport
Znajduje się tutaj stacja kolejowa Lichtervelde.